# Olympiceen
Olympiceen is een polycyclische aromatische koolwaterstof. De molecule bestaat uit vijf benzeenringen die met elkaar verbonden zijn in de vorm van de vijf ringen van de Olympische vlag. De vijfde ring is niet aromatisch omdat niet alle koolstofatomen sp2-gehybridiseerd zijn.
De structuur werd in 2010 bedacht en geregistreerd. In mei 2012 werd de verbinding gesynthetiseerd aan de Universiteit van Warwick.
Olympiceen en daaraan verwante materialen kunnen interessante toepassingen hebben voor nieuwe typen LEDs en zonnecellen.